# Тимокреонт
Тимокреонт (др.-греч. Τιμοκρέων; VI—V века до н. э.) — древнегреческий лирический поэт, уроженец города Иалис на Родосе. Был изгнан за симпатии к персам, враждовал с Симонидом и Фемистоклом. От его произведений сохранились только несколько фрагментов.

## Биография
«Можешь Павсания ты восхвалять и можешь хвалить Ксанфиппа,

Славь Левтихида, пожалуй, а я одного вознесу Аристида,

Сына священных Афин,

Лучшего мужа из всех мужей. Фемистокл ненавистен Латоне.

Лжец, бесчестный предатель! На подлые деньги польстившись,

Тимокреонту, что был его другом, не дал он вернуться

В город Иалис родной.

Взяв серебра три таланта, уплыл — плыви себе на погибель!

Денег гора у него, а на Истме он всех угостил лишь мясом холодным;

Ели все, Фемистоклу желая весны не увидеть».
Сохранившиеся источники не сообщают, когда Тимокреонт родился. Учитывая, что он был современником Фемистокла, исследователи относят его появление на свет примерно к середине VI века до н. э. Тимокреонт был гражданином города Иалис на Родосе, известным пятиборцем (он отличался большой физической силой) и лирическим поэтом. В 480-е годы до н. э. он провёл некоторое время в Афинах в качестве гостя Фемистокла (в те времена влиятельного политика). После 480 года до н. э. соотечественники изгнали Тимокреонта из-за подозрений в симпатиях к персам. Он обратился к Фемистоклу за помощью и даже заплатил ему три таланта серебра, но тот ничего не смог или не захотел сделать; по другой версии, Фемистокл сам способствовал изгнанию поэта. Тогда Тимокреонт начал злобно нападать на бывшего друга в своих стихах. В одном из сохранившихся стихотворных фрагментов он называет Фемистокла «лжецом» и «бесчестным предателем», «ненавистным Латоне», воспевает его врага Аристида. Узнав, что Фемистокл тоже изгнан из родного города, поэт излил на него, по словам Плутарха, «ещё гораздо более дерзкую и необдуманную ругань».
Тимокреонт был известен своим обжорством. По словам Фрасимаха, он побывал при дворе персидского царя, «был там радушно принят и принялся вволю есть и пить. Когда же царь спросил, что он предложит после такого вступления, он сказал, что перебьёт персов без числа. На следующий день он и правда победил многих одного за другим, а потом стал бить по воздуху. Его спросили, что это значит, а он ответил, что столько у него ещё осталось ударов на случай, если кто-нибудь подойдёт».
С обжорством Тимокреонта связана насмешливая эпитафия для его могилы, которую античные авторы приписывают Симониду Кеосскому:

Много я пил, много ел и на многих хулу возводил я;

Нынче в земле я лежу, родянин Тимокреонт.

Отношения между Тимокреонтом и Симонидом были явно враждебными; Аристотель в утраченном трактате «О поэтах» называет первого «поносителем» второго. Эта вражда, по-видимому, была связана не только с чисто литературным соперничеством, но и с политическими разногласиями, так как Симонид враждебно относился к персам. Тимокреонт ответил на эпитафию стихами, в которых упрекал оппонента в излишней болтливости: «Кеосская болтовня напала на меня, напала на меня кеосская болтовня».
О том, когда и при каких обстоятельствах Тимокреонт умер, источники не сообщают.

## Память
От произведений Тимокреонта сохранились только несколько фрагментов, приведённые в качестве цитат другими авторами (схолиастами Аристофана, Плутархом, Гефестионом). Аллюзии на его стихи исследователи находят в комедиях Аристофана. В целом творчество этого поэта мало повлияло на древнегреческую литературу, а в последующую эпоху он был окончательно забыт. Антиковеды ставят Тимокреонта в один ряд с Архилохом, Гиппонактом, Анакреонтом, Катуллом как «ямбического» поэта.
Тимокреонт стал второстепенным персонажем повести Любови Воронковой «Герой Саламина» (1975).